# Vetenskapsåret 1827

## Händelser
- Teknologiska Institutet grundas i Stockholm, föregångaren till dagens Kungliga Tekniska högskolan.
- Friedrich Woehler upptäcker grundämnet aluminium.
- William Prout delar in näringsämnena i kolhydrater, fett och protein.

### Fysik
- Okänt datum - Robert Brown beskriver fenomenet Brownsk rörelse.[1]

### Geologi
- Okänt datum - G. Poulett Scrope publicerar Memoir on the Geology of Central France, including the volcanic formations…, om hans arbete inom vulkanologin.[2]

### Kemi
- Okänt datum - Aluminium isoleras av Friedrich Wöhler.[3]
- Okänt datum - William Prout klassificerar komponenterna i maten till de tre viktigaste områdena: kolhydraters, fett och proteins.[4]

### Medicin
- Okänt datum - Robert Adams blir först med att beskriva Adams-Stokes syndrom.[5][6]
- Okänt datum - Richard Bright blir först med att beskriva Brights sjukdom.[7]

## Pristagare
- Copleymedaljen: 
  - William Prout, brittisk kemist och fysiker.
  - Henry Foster, brittisk sjöofficer och forskningsresande.

## Födda
- 7 januari - Sandford Fleming (död 1915), kanadensisk ingenjör och lantmätare, känd som "tidszonernas fader".
- 14 januari - Pjotr Semjonov-Tian-Sjanskij, (död 1912), rysk geograf.
- 5 april - Joseph Lister (död 1912), engelsk kirurg, uppfinnare av antiseptisk sårbehandling.
- 30 november - George Jackson Mivart (död 1900), engelsk biolog.

## Avlidna
- 5 mars
  - Alessandro Volta (född 1745), italiensk fysiker.
  - Pierre-Simon Laplace (född 1749), fransk matematiker och astronom.

### Fotnoter
1. ↑   The Hutchinson Factfinder. Helicon. 1999. ISBN 1-85986-000-1
2. ↑  Burke, James (1985). The Day the Universe Changed. London: BBC. sid. 250. ISBN 0-563-20192-4
3. ↑  Wöhler, Friedrich. ”Ueber das Aluminium”. Annalen der Physik und Chemie. http://gallica.bnf.fr/ark:/12148/bpt6k150967/f158.table.
4. ↑  Ahrens, Richard (6 mars 1977). ”William Prout (1785–1850): a Biographical Sketch”. Journal of Nutrition "107" (1):  ss. 15–23. PMID 319206. http://jn.nutrition.org/cgi/reprint/107/1/15. Läst 6 mars 2008.
5. ↑  Adams, Robert (6 mars 1827). ”Cases of Diseases of the Heart”. Dublin Hospital Reports "4":  ss. 353–453.
6. ↑  Leibowitz, J. O. (1970). The History of Coronary Heart Disease. London: Wellcome Institute. sid. 110–111. ISBN 0-85484-005-2
7. ↑  Bright, Richard (1827). Reports of Medical Cases, Selected with a View of Illustrating the Symptoms and Cure of Diseases by a Reference to Morbid Anatomy. "1". London: Longmans